# Stiliyan Petrov
Stiliyan Petrov em búlgaro, Стилиян Петров (Montana, 5 de julho de 1979) é um ex-futebolista profissional búlgaro que atuava como meio-campista.

## Carreira
Petrov foi para o elenco principal do CSKA Sófia em 1998, após alguns anos na categoria de base do clube, no ano seguinte foi para o Celtic, da Escócia onde permaneceu cerca de 8 anos, e em 2006 foi para o Aston Villa, clube que defendia e era capitão até 30 de março de 2012.
Em 30 de março de 2012 foi diagnosticado com leucemia. Um dia depois, anunciou a aposentadoria para iniciar o tratamento.

## Seleção
Petrov integrou a Seleção Búlgara de Futebol na Eurocopa de 2004.